# Turnia z Krzyżem

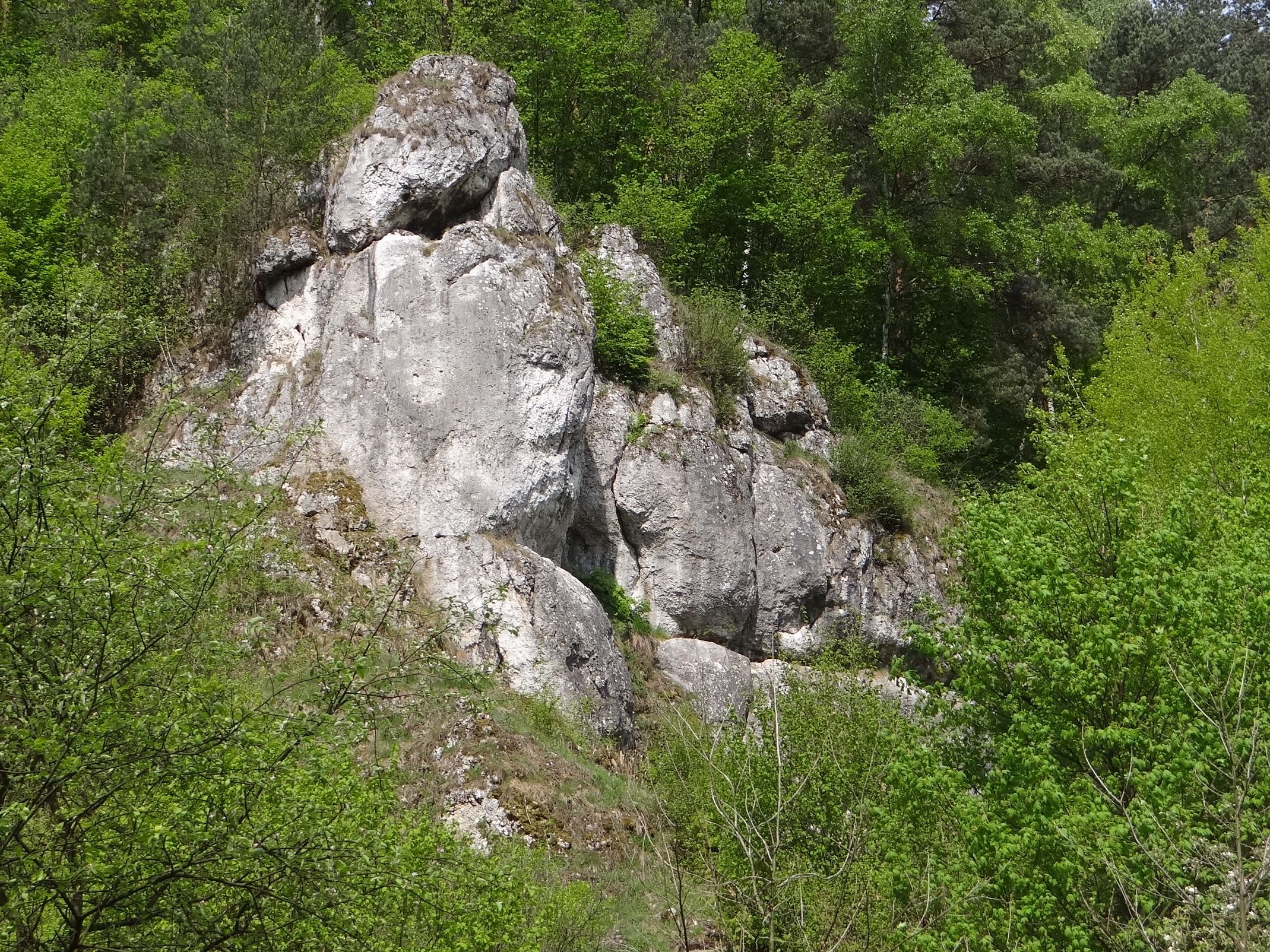
Turnia z Krzyżem od południowego wschodu

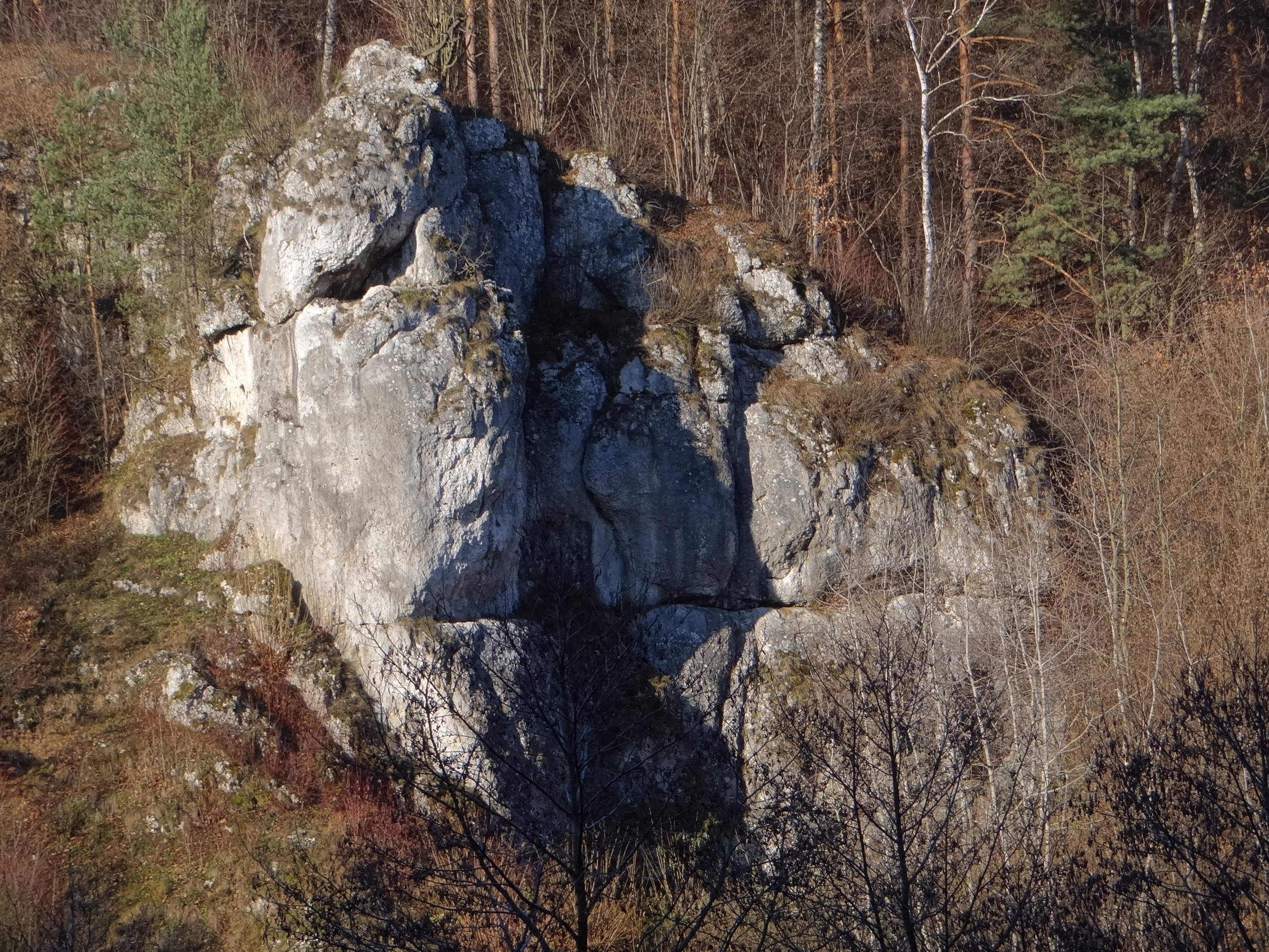

Turnia z Krzyżem – skała w Dolinie Kobylańskiej na Wyżynie Olkuskiej, w miejscowości Będkowice w województwie małopolskim, w powiecie krakowskim, w gminie Wielka Wieś. Znajduje się w południowej części orograficznie prawych zboczy doliny, w odległości około 200 m od szlaku turystycznego biegnącego dnem doliny.
Dolina Kobylańska jest jednym z najbardziej popularnych terenów wspinaczki skalnej. Skały mają dobrą asekurację. Zbudowana z wapieni Turnia z Krzyżem znajduje się w lesie. Ma wysokość 10 m, połogie i pionowe lub przewieszone ściany z filarem i zacięciem. Przez wspinaczy skalnych zaliczana jest do Grupy Dwoistej Turni. Wspinacze poprowadzili na niej 11 dróg wspinaczkowych o trudności od V do VI.1 w skali Kurtyki. Mają wystawę wschodnią, południowo-wschodnią i południową. Wszystkie mają zamontowane punkty asekuracyjne – ringi (r) i stanowiska zjazdowe (st).

## Drogi wspinaczkowe
Turnia z Krzyżem I
1. Droga Ręgwela; VI.1+, 4r + st, 10 m
2. Burda – Drabik; VI+/1, 5r + st, 12 m

Turnia z Krzyżem II
1. Stefan Batory; VI.3, 6r + st, 12 m
2. Władysław Łokietek; VI.1+, 6r + st, 12 m
3. Stara konserwa; V+, 7r + st, 12 m
4. Brudny Romek; V, 7r + st, 12 m
5. Przez krzyż; VI, 6r + st, 12 m
6. Władysław Jagiełło; VI.1, 6r + st, 12 m

Turnia z Krzyżem III
1. Przez krzyż; VI, 5r + st, 12 m
2. Euro 2012; V+, 2r + st, 7 m
3. Tragedia trzech pikseli; V, 2r + st, 7 m[3].